# Brookside (Ohio)
Brookside és una població dels Estats Units a l'estat d'Ohio. Segons el cens del 2000 tenia 644 habitants.

## Demografia
Segons el cens del 2000, Brookside tenia 644 habitants, 283 habitatges, i 191 famílies. La densitat de població era de 1.462,6 habitants/km².
Dels 283 habitatges en un 25,8% hi vivien nens de menys de 18 anys, en un 55,1% hi vivien parelles casades, en un 9,9% dones solteres, i en un 32,2% no eren unitats familiars. En el 30,4% dels habitatges hi vivien persones soles el 18,4% de les quals corresponia a persones de 65 anys o més que vivien soles. El nombre mitjà de persones vivint en cada habitatge era de 2,28 i el nombre mitjà de persones que vivien en cada família era de 2,79.
Per edats la població es repartia de la següent manera: un 19,6% tenia menys de 18 anys, un 7,8% entre 18 i 24, un 23,4% entre 25 i 44, un 29,5% de 45 a 60 i un 19,7% 65 anys o més.
L'edat mediana era de 44 anys. Per cada 100 dones de 18 o més anys hi havia 83 homes.
La renda mediana per habitatge era de 34.297 $ i la renda mediana per família de 43.594 $. Els homes tenien una renda mediana de 31.250 $ mentre que les dones 25.625 $. La renda per capita de la població era de 17.295 $. Aproximadament el 5,1% de les famílies i el 7,8% de la població estaven per davall del llindar de pobresa.

## Poblacions més properes
El següent diagrama mostra les poblacions més properes.